# Воронина, Елена (футболистка)
Еле́на Воро́нина (род. 24 декабря 1982) — российская футболистка, защитница.

## Биография
В 2008 году была в составе воронежской «Энергии», проводившей сезон в высшей лиге России. Единственный матч за команду сыграла 14 июля 2008 года против клуба «Звезда-2005», заменив на 71-й минуте Яну Фомину.
В первой половине 2010-х годов играла в первой лиге России по мини-футболу за клуб «Липчанка-ЛГТУ» (Липецк).